# 拉克内克西
拉克内克西（法語：Laquenexy，法語發音：[lakənɛksi]）是法国摩泽尔省的一个市镇，位于该省西部，属于梅斯区。

## 地理
拉克内克西（49°4'40"N, 6°18'42"E）面积9.09 平方千米，位于法国大東部大區摩泽尔省，该省份为法国东北部内陆省份，是洛林的一部分，西南接默尔特-摩泽尔省，东临下莱茵省，北与卢森堡和德国接壤。
与拉克内克西接壤的市镇（或旧市镇、城区）包括：阿尔斯-拉克内克西、尼德河畔库尔塞勒、马尔西伊、梅克勒沃、庞日、尼德河畔桑里、科利尼-迈兹里。
拉克内克西的时区为UTC+01:00、UTC+02:00（夏令时）。

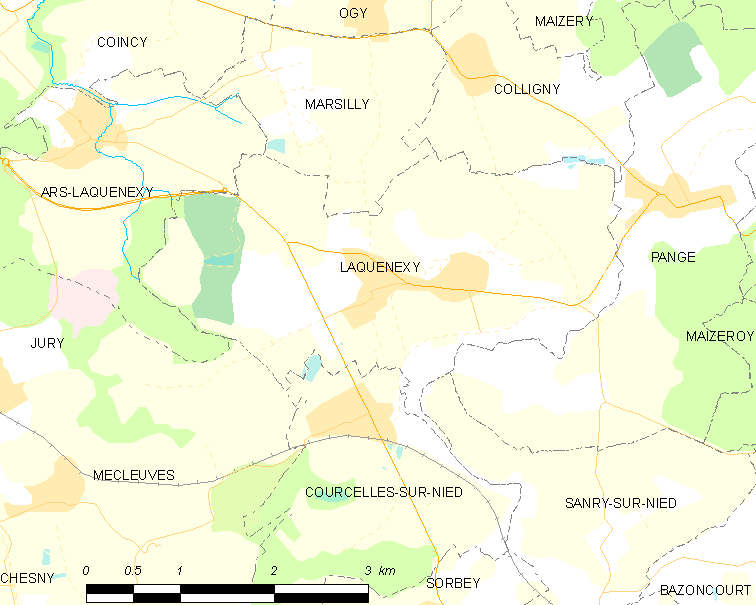
拉克内克西的OSM定位图

## 行政
拉克内克西的邮政编码为57530，INSEE市镇编码为57385。

## 政治
拉克内克西所属的省级选区为梅斯地区县。

## 人口

1962-2008年间拉克内克西人口变化图示

拉克内克西于2022年1月1日时的人口数量为1254人。